# Spitzenkörper
Een spitzenkörper is een onderdeel van het uiteinde van een schimmeldraad en is belangrijk voor de groei en morfogenese van een schimmel.
De spitzenkörper bestaat uit kleine blaasjes. De positie van deze blaasjes in het uiteinde van de schimmeldraad bepaalt waar de schimmeldraad heen groeit.
De spitzenkörper is bij schimmels onderdeel van het endomembraansysteem.